# Marco Vaccari
Marco Vaccari (Italia, 17 de julio de 1966) es un atleta italiano retirado especializado en la prueba de 4x400 m, en la que consiguió ser medallista de bronce mundial en pista cubierta en 1991.

## Carrera deportiva
En el Campeonato Mundial de Atletismo en Pista Cubierta de 1991 ganó la medalla de bronce en los relevos de 4x400 metros, con un tiempo de 3:05.51 segundos que fue récord nacional italiano, tras Alemania (oro) y Estados Unidos (plata).